# 塔什比什
塔什比什是马耳他的市镇，位于馬耳他島东北部。市镇面积为0.8平方公里，2019年人口数量约为2,148人。

## 辞源
据说该地名字源自其朝向太阳升起的地理位置。马耳他语单词，意为“升阳”。也有人说该名字来源于单词，意为“渔网”，因为本地人能够从海岸自由航海及捕鱼。该市镇的盾徽上有个轮船方向盘。